# Un caso para dos
Un caso para dos (título original: Strange and Rich) es una película canadiense de crímenes de 1994 dirigida por Arvi Liimatainen y protagonizada por Ron White y Shaun Johnston.

## Argumento
La llegada de un asesino y la muerte de un estudiante unen al nuevo jefe de policía Dave Strange y a un sargento Jerome Rich en un pueblo de las praderas de Alberta.

## Reparto
| Actor           | Personaje      |
| --------------- | -------------- |
| Ron White       | Dave Strange   |
| Shaun Johnston  | Jerome Rich    |
| James Iwasiuk   | Ken Greer      |
| Michele Goodger | Lee Strange    |
| Larry Musser    | Mike Freisen   |
| Nikky Jansen    | Cheryl Strange |

## Recepción
En el presente la película ha sido valorada en IMDb. Con 19 votos registrados la película obtiene en el portal una media ponderada de 7,1 sobre 10.